# Câncer (filme)
Câncer é um filme de 1972 da autoria Glauber Rocha filmado no Rio de Janeiro em 1968 com baixo orçamento. Segundo Glauber o filme foi realizado enquanto sua equipe aguardava decisões burocráticas para começar a filmar O Dragão da Maldade contra o Santo Guerreiro o filme só foi montado na Itália em 1972 com o apoio da Radiotelevisone Italiana (RAI) o filme permaneceu inédito no Brasil até 1980 quando a Embrafilme obteve os negativos da produtora italiana.

## Elenco
- Odete Lara como mulher
- Hugo Carvana como marginal Branco
- Antonio Pitanga como marginal negro
- Eduardo  Coutinho como ativista
- Rogério Duarte
- Hélio Oiticica
- José Medeiros
- Luís Carlos Saldanha
- Zelito Viana